# 신다운
신다운(1993년 3월 5일~)은 대한민국의 쇼트트랙 선수이다.

## 출신 학교
- 대구달산초등학교
- 대구일중학교
- 서현고등학교
- 성균관대학교 체육학과